# Très-Saint-Sacrement (Quebec)

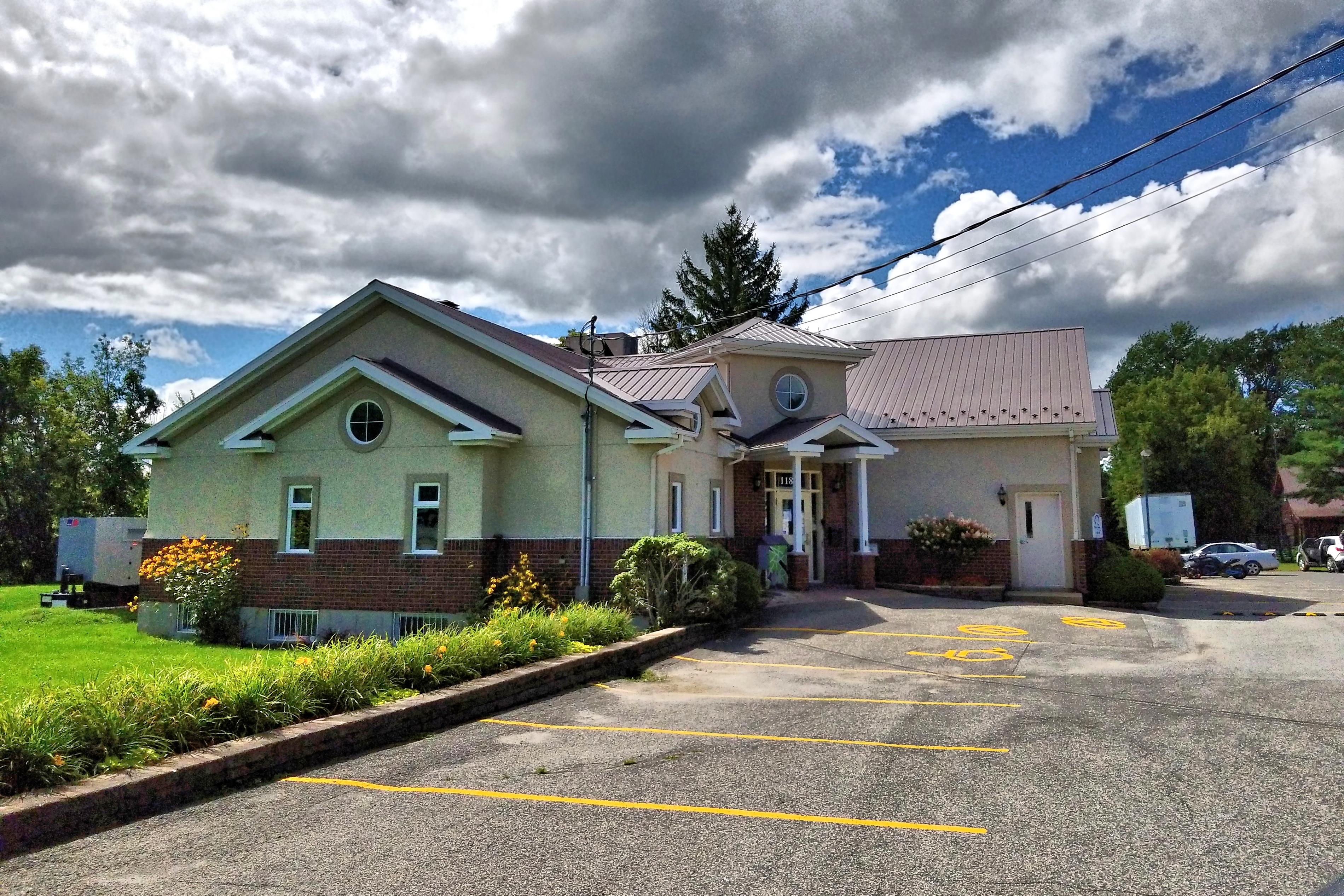
Paços do concelho do Très-St-Sacrement

Très-Saint-Sacrement é uma municipalidade paroquial localizada ao longo do rio Chateauguay na região de Montérégie em Quebec. Fundada em 1885, a municipalidade engloba completamente a vila de Howick, a qual foi incorporada como uma entidade separada em 1915.
|                                         | Norte: Saint-Étienne-de-Beauharnois Sainte-Martine |                                               |
| Oeste: Saint-Louis-de-Gonzague Ormstown | Très-Saint-Sacrement                               | Leste: Saint-Urbain-Premier Saint-Chrysostome |
|                                         | Sul: Franklin                                      |                                               |